# Steyerberg
Steyerberg is een gemeente in de Duitse deelstaat Nedersaksen, gelegen in het Landkreis Nienburg/Weser. De gemeente telt 5.207 inwoners.

## Indeling van de gemeente

De Ortsteile van Steyerberg

De gemeente bestaat uit de plaats Steyerberg zelf, waar naar schatting ruim 3000 mensen wonen, alsmede zeven dorpjes daaromheen, waarvan de meeste duidelijk minder dan 500 inwoners hebben, te weten:
- Bruchhagen
- Deblinghausen, ca. 500 inwoners
- Düdinghausen
- Sarninghausen
- Sehnsen
- Voigtei
- Wellie , ca. 500 inwoners

Nauwkeurige cijfers per Ortsteil gesplitst zijn sinds 2010 niet meer bepaald.
De gemeente heeft een speciale bestuurlijke samenwerking met de naburige Samtgemeinde Weser-Aue, die in 2021 ontstond uit een fusie van de Samtgemeinde Marklohe en de Samtgemeinde Liebenau. Deze samenwerking heet Zweckverband „Linkes Weserufer“ .
Het historische gebouw Amtshof, dat rond 1550 werd gebouwd voor de stadsvoogden namens het heersende Graafschap Hoya, is een fraai complex in vakwerkbouw, waarin nog steeds het bestuur van de gemeente is gevestigd.

## Geografie
Steyerberg heeft een oppervlakte van 102 km² en ligt in het noorden van Duitsland. ten westen van de Wezer en de buurgemeente Samtgemeinde Mittelweser. Door de plaats stroomt de Große Aue.

## Geschiedenis

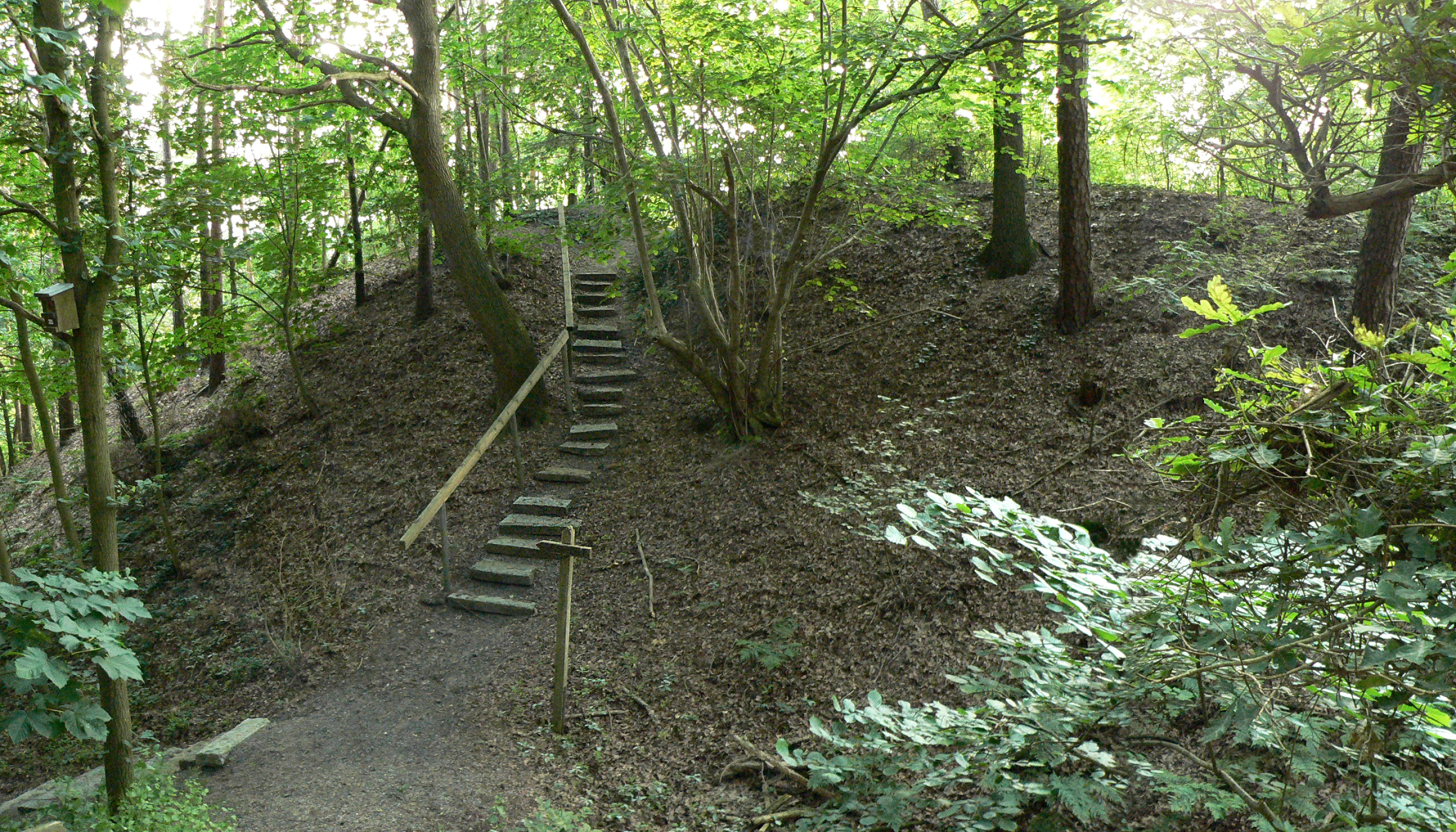
Heuvel Knappsberg, waar in de middeleeuwen Burg Steyerberg stond
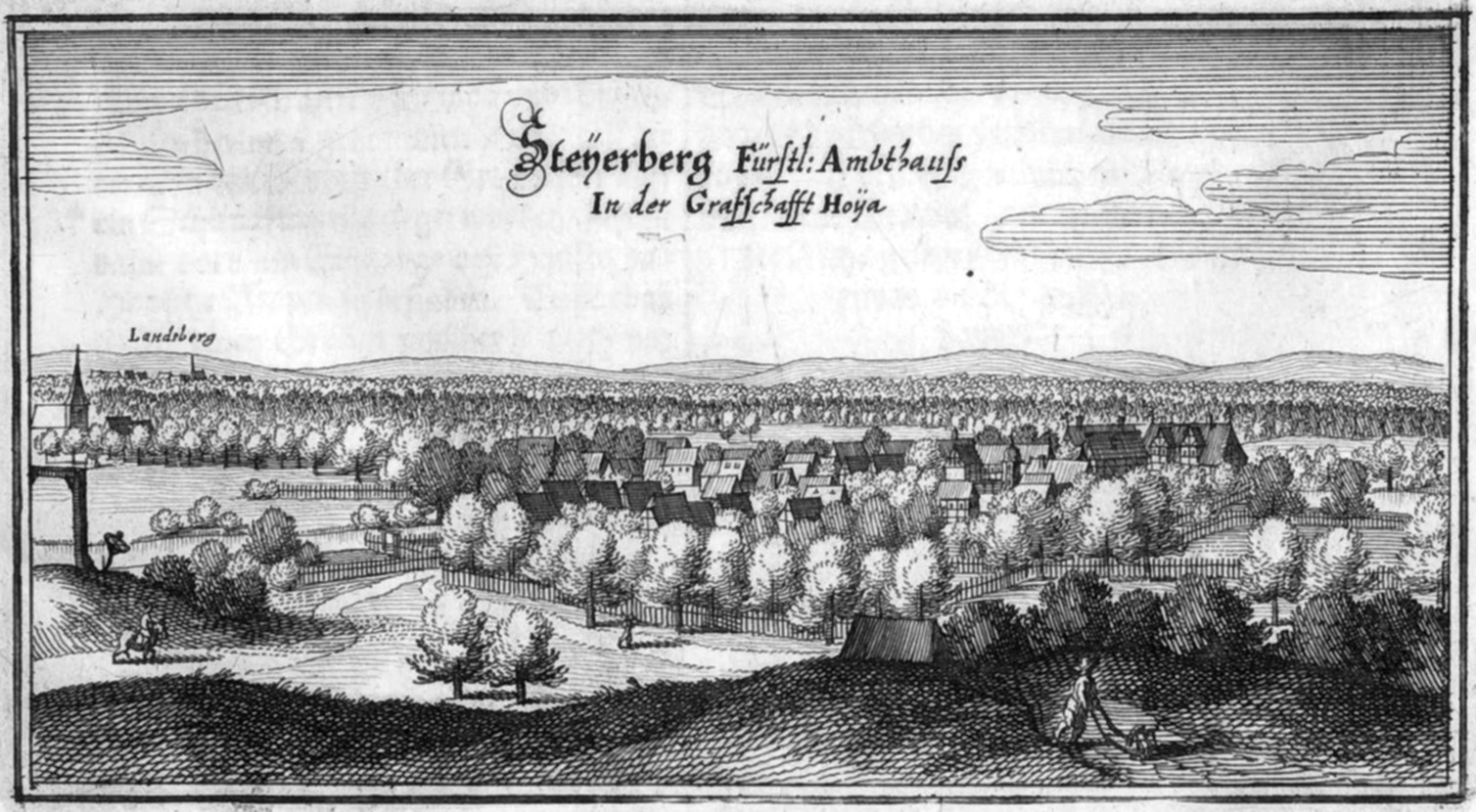
Merian-prent van Steyerberg uit 1654

De plaats ontstond in de middeleeuwen rondom een op een heuvel gelegen groot kasteel, dat in 1519 werd verwoest. Restanten ervan zijn als archeologisch monument bewaard gebleven. Op de plaats daarvan lieten in 1550 de graven van Graafschap Hoya een landhuis, de huidige Amtshof bouwen voor hun leenmannen in de stad. Dit waren leden uit het geslacht Münchhausen (geen directe familie van de 18e-eeuwse Baron van Münchhausen), die uit naam van Hoya het vlek tot in de 18e eeuw bestuurden. De berenklauw in het stadswapen herinnert nog aan de graven van Hoya, die ook een berenklauw in hun familiewapen hadden gevoerd.
Steyerberg was vanaf de late middeleeuwen een Marktflecken, een plaats die wel marktrecht maar geen volledig stadsrecht had. In 1802 ging het graafschap Hoya op in het Koninkrijk Hannover, en in 1866 werd de plaats Pruisisch.
Een klein deel van de onder Samtgemeinde Liebenau beschreven terreinen van de in 1938 opgerichte munitiefabrieken en nazi-werkkampen van het Eibia-complex, dat gedeeltelijk ook Steyerberg heette, lag op Steyerberger grondgebied.
Tot rond 2005 was Steyerberg een industriestadje; door verschillende oorzaken zijn daarna veel kleine en middelgrote bedrijven gesloten. Na 2015 trad herstel in door vestiging van een bedrijf in kantoormeubelen en enige andere kleine, nieuwe ondernemingen.

## Bezienswaardigheden
Het plaatselijke streekmuseum is gevestigd in de oude watermolen van Steyerberg.

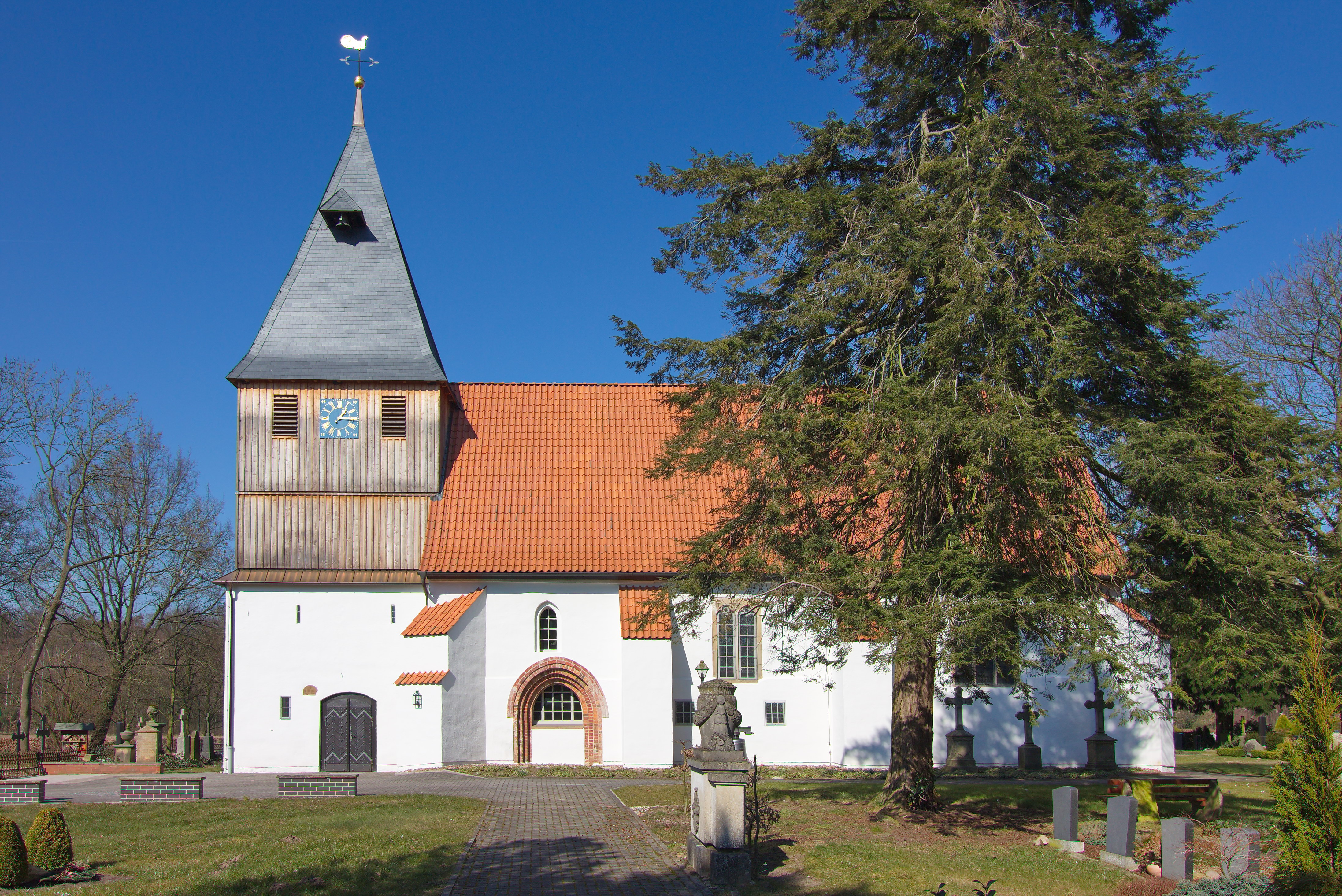
Evang. lutherse St.-Catharinakerk, 12e eeuw, aan de oostkant van het centrum; beroemd om haar fraaie orgel
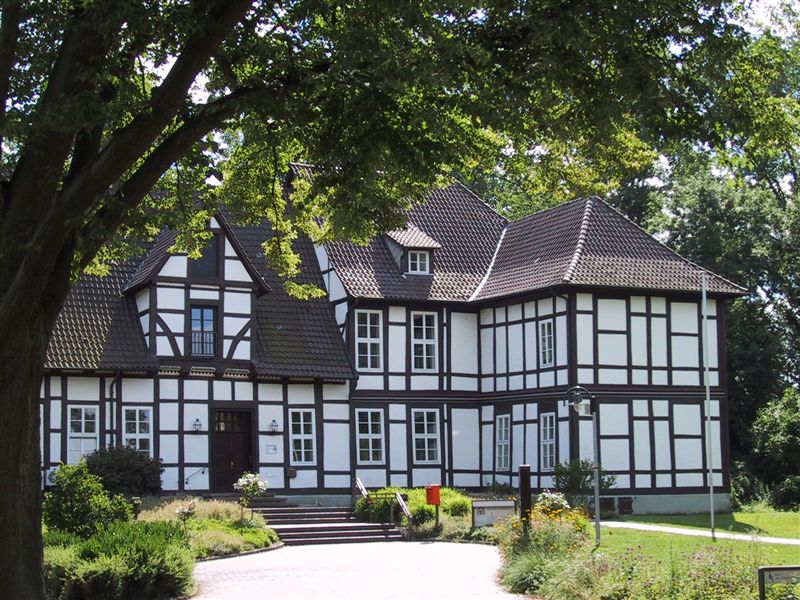
De Amtshof (gemeentehuis)
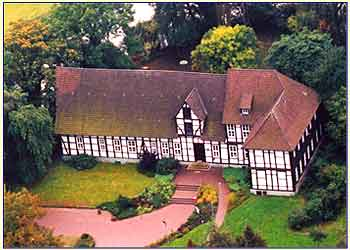
De Amtshof vanuit de lucht
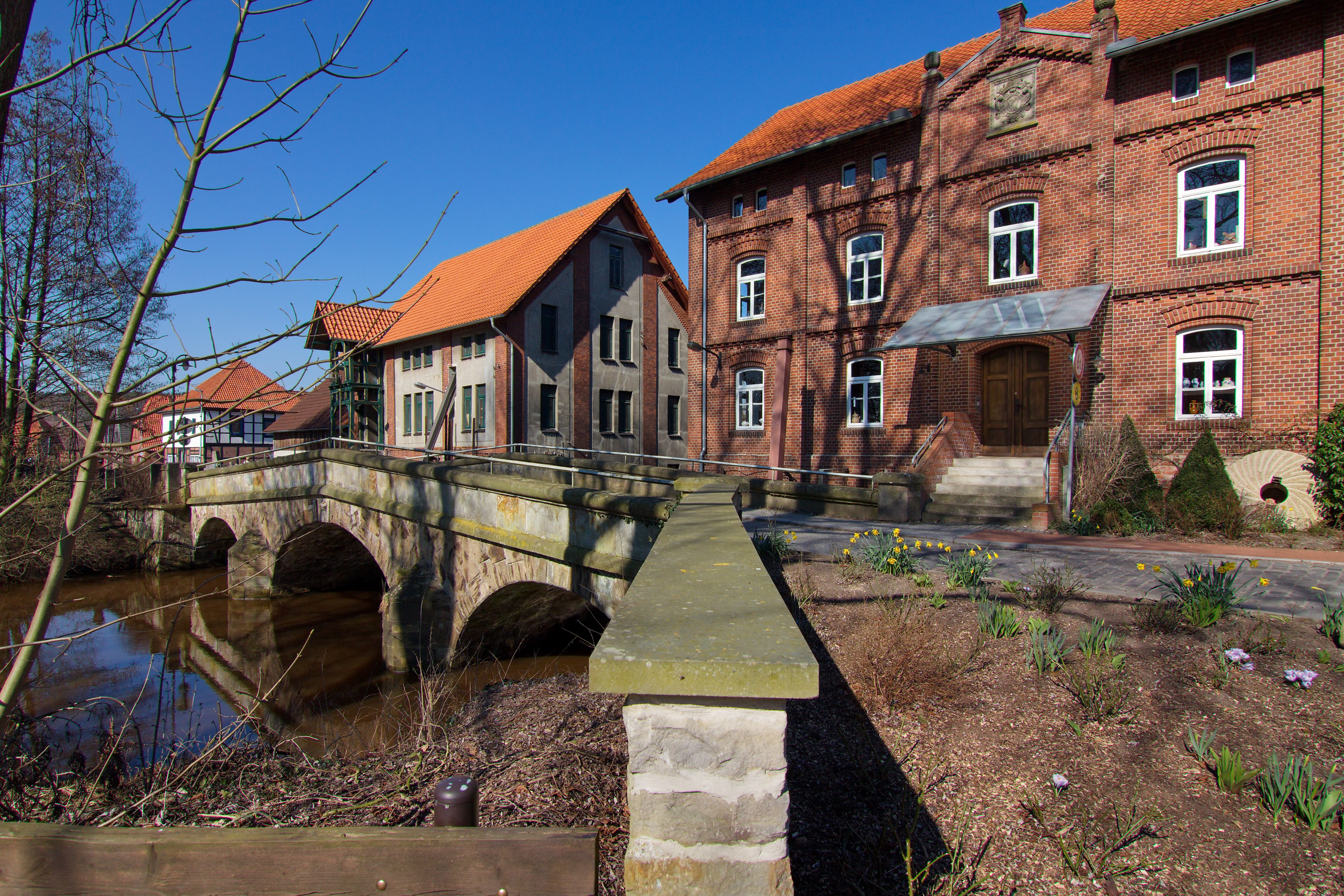
Brug over de Große Aue bij de oude watermolen, een schilderachtig deel van Steyerberg

## Belangrijke personen in relatie tot Steyerberg
- Hilmar von Münchhausen (* 1512; † 1 april 1573 in Steyerberg), destijds in Frankrijk gevreesd Duits huurlingenlegeraanvoerder[2]
- René Rast (*1986 te Minden), Duits DTM-autocoureur, bracht zijn jeugd in Steyerberg door.

- Gemeinsame Normdatei: 4341331-6
- Library of Congress Control Number: no2004123817
- Virtual International Authority File: 155126781
- WorldCat: E39PBJp64Vw7bqrXByrwbqgYfq

Balge · 
Binnen · 
Bücken · 
Diepenau · 
Drakenburg · 
Estorf · 
Eystrup · 
Gandesbergen · 
Hämelhausen · 
Haßbergen · 
Hassel (Weser) · 
Heemsen · 
Hilgermissen · 
Hoya · 
Hoyerhagen · 
Husum · 
Landesbergen · 
Leese · 
Liebenau · 
Linsburg · 
Marklohe · 
Nienburg/Weser · 
Pennigsehl · 
Raddestorf · 
Rehburg-Loccum · 
Rodewald · 
Rohrsen · 
Schweringen · 
Steimbke · 
Steyerberg · 
Stöckse · 
Stolzenau · 
Uchte · 
Warmsen · 
Warpe · 
Wietzen